# زمرة بسيطة
في الرياضيات، الزمرة البسيطة (بالإنجليزية: Simple group)‏ هي الزمرة التي ليس لها زمر جزئية طبيعية سوى الزمرة الجزئية غير الفعلية المتكونة من كامل الزمرة الأصلية والزمرة الجزئية التافهة ذات الرتبة الأولى. تشمل الزمر البسيطة العائلات غير المنتهية من الزمر المتناوبة من الدرجة >= 5، إلى جانب الزمر الدائرية من الرتبة الأولى، والزمر من نوع لي، والزمر المشتتة الست والعشرين. يعتبر تصنيف الزمر المنتهية البسيطة، والذي تم بشكل نهائي في عام 2008[بحاجة لمصدر] ، خطوة مهمة وأساسية في تاريخ الرياضيات.

## أمثلة

### زمر بسيطة منتهية
الزمرة الدائرية G = Z/3Z هي زمرة بسيطة (انظر إلى الحسابيات النمطية).